# Quelques pas dans la nuit
Quelques pas dans la nuit est un roman de l’écrivain libanais francophone Ramy Zein, publié en 2019.

## Résumé
Rim est la fille d’un fellah dans le Mont-Liban du vingtième siècle. Elle est mariée contre son gré à un bourgeois de la côte qui lui fait trois enfants avant de disparaître dans un accident de voiture en Afrique. Illettrée, sans ressources, Rim doit se battre seule pour sa liberté de femme et ses droits de mère. Selon Karl Akiki, « plusieurs épisodes [du roman] sont issus de la réalité », notamment dans la première partie du livre.

## Condition sociale et féminine
Rim cumule deux handicaps dans une société qui laisse peu de place aux femmes, encore moins aux femmes issues de milieux défavorisés. Carole André-Dessornes souligne que Quelques pas dans la nuit est construit sur l’opposition entre deux figures féminines que tout sépare, dont on s’aperçoit peu à peu qu’elles sont unies par un sort commun : « une femme qui s’est battue pour sortir de sa condition et une autre qui, en permanence écrasée et humiliée, renvoie à sa belle-mère une image lui rappelant un passé insupportable ».

## Cadre
Racha Tawil observe que dans Quelques pas dans la nuit, « Ramy Zein oppose les mœurs et les traditions citadines à celles de la montagne […] Comme dans les romans de Haïk et de Bustros, le roman de Zein brosse un tableau du mode de vie dans les villages de la montagne libanaise mais cette fois et pour la première fois, il s’agit d’un village musulman ». Selon Karl Jabbour, « l'exploration du soi féminin évolue dans le roman parallèlement à la conquête de l'espace ». Le séjour de Rim à Beyrouth contribue ainsi à « la reconstruction de son identité » et sanctionne « son passage d'une femme regardée et esclave à une femme regardante et libre ».

## Facture
Le parcours chaotique du personnage se reflète dans la structure du roman qui rompt souvent avec la linéarité, surtout dans le dernier chapitre, polyphonique et dénué de ponctuation. Selon André-Dessornes, l’écriture du livre mélange « douceur et tragédie, mettant à jour les tensions constantes entre l’individu et le groupe ».